# Eric Rogers
Eric Rogers, geb. Eric Gaukroger (* 25. September 1921 in Halifax; † 8. April 1981 in Chalfont St Peter) war ein britischer Komponist, Dirigent und Arrangeur.

## Leben
Rogers zeigt schon als Kind ein Interesse an der Musik und lernte in der Kirche, wie man Orgel spielt. Nach dem Zweiten Weltkrieg gründete er ein eigenes Orchester sie spielten im Orchid Room im London Trocadero. Als seine Bekanntheit stieg, bekam er zahlreiche Angebote, als musikalischer Leiter für Filme zu arbeiten. Er arbeitete am Großteil der 30 Carry On Filmen mit und war 1966 musikalischer Leiter für die klassische Komödie Ist ja irre – Nur nicht den Kopf verlieren. 1971 bearbeitete er die von Charlie Chaplin 50 Jahre nach der Uraufführung komponierte Musik für dessen ersten Langfilm Der Vagabund und das Kind.

## Filmografie (Auswahl)
- 1963: Ist ja irre – diese müden Taxifahrer (Carry On Cabby)
- 1963: Ist ja irre – ’ne abgetakelte Fregatte (Carry On Jack)
- 1964: Ist ja irre – Agenten auf dem Pulverfaß (Carry On Spying)
- 1964: Ist ja irre – Cäsar liebt Cleopatra (Carry On Cleo)
- 1965: Ist ja irre – der dreiste Cowboy (Carry On Cowboy)
- 1966: Ist ja irre – Alarm im Gruselschloß (Carry On Screaming!)
- 1967: Ist ja irre – Nur nicht den Kopf verlieren (Don’t Lose Your Head)
- 1967: Ist ja irre – In der Wüste fließt kein Wasser (Follow That Camel)
- 1967: Das total verrückte Krankenhaus (Carry On Doctor)
- 1968: Alles unter Kontrolle – keiner blickt durch (Carry On… Up the Khyber)
- 1969: Das total verrückte Irrenhaus (Carry On Again Doctor)
- 1969: Das total verrückte Campingparadies (Carry on Camping)
- 1970: Die total verrückte Königin der Amazonen (Carry On Up the Jungle)
- 1970: Liebe, Liebe usw. (Carry On Loving)
- 1971: Heinrichs Bettgeschichten oder Wie der Knoblauch nach England kam (Carry On Henry)
- 1971: Ein Streik kommt selten allein (Carry On at Your Convenience)
- 1972: Schütze dieses Haus (Bless This House)
- 1972: Die total verrückte Oberschwester (Carry On Matron)
- 1972: Ein total verrückter Urlaub (Carry On Abroad)
- 1973: Mißwahl auf Englisch (Carry On Girls)
- 1974: Mach’ weiter, Dick! (Carry On Dick)
- 1975: Der total verrückte Mumienschreck (Carry On Behind)
- 1978: Mach’ weiter, Emmanuelle (Carry On Emmanuelle)